# Erik (ca sĩ Việt Nam)
Lê Trung Thành (sinh ngày 13 tháng 10 năm 1997), thường được biết đến với nghệ danh Erik, là một nam ca sĩ kiêm vũ công người Việt Nam. Anh từng tham gia chương trình Giọng hát Việt nhí năm 2013 và sau đó trở thành thành viên của nhóm nhạc Monstar. Trong suốt sự nghiệp của mình, anh từng giành được 4 đề cử tại giải Cống hiến và là nghệ sĩ duy nhất được đề cử 2 lần hạng mục "Nghệ sĩ mới của năm".

## Cuộc đời và sự nghiệp

### 1997–2015: Thời thơ ấu vàGiọng hát Việt nhí
Erik sinh ngày 13 tháng 10 năm 1997 tại Hà Nội, trong một gia đình không có ai theo nghệ thuật. Gia đình đã từng phản đối việc Erik chọn con đường nghệ thuật, một thỏa thuận được đặt ra là nếu Erik vượt qua vòng Giấu mặt của Giọng hát Việt nhí 2013 (The Voice Kids), gia đình sẽ tạo điều kiện cho anh theo đuổi con đường nghệ thuật. Kết quả là Erik đã vượt qua vòng thi giấu mặt và chọn gia nhập đội của huấn luyện viên Hiền Thục và sau chương trình này, anh ở vị trí top 15. Ngoài Giọng hát Việt nhí, Erik còn tham gia một số cuộc thi âm nhạc khác và đạt được các thành tích đáng khích lệ như: Giải vàng Giai điệu Tuổi hồng toàn quốc 2013, Top 25 chương trình Ngôi Sao Việt 2014, Top 4 The Winner Is năm 2014. Một năm sau chương trình Giọng hát Việt nhí 2013, Erik tham gia vào cuộc thi tuyển thực tập của St.319 Entertainment vào tháng 1 năm 2015 và chính thức được lựa chọn làm thực tập sinh của công ty với hợp đồng đào tạo toàn diện về khả năng ca hát, nhảy múa, trình diễn chuyên nghiệp theo mô hình đào tạo của ngành công nghiệp giải trí Hàn Quốc trong vòng một năm.

### 2016–2017: Đột phá với "Sau tất cả" và "Ghen"
Sau thời gian đào tạo, Erik chính thức ra mắt khán giả với sản phẩm âm nhạc đầu tay mang tên "Sau tất cả" ngày 11 tháng 1 năm 2016, Trên trang YouTube của St.319 Entertainment xuất hiện bản Audio của ca khúc này. Sau đó hai ngày, một đoạn video khác giới thiệu về sự ra mắt của Erik, được cho là thành viên đầu tiên của dự án nhóm nhạc Monstar. Ngày 15 tháng 1, MV chính thức của ca khúc "Sau tất cả" được phát hành trên kênh YouTube của St.319 Entertainment. Ca khúc nhanh chóng trở thành cơn sốt không chỉ trong làng giải trí Việt Nam mà cả trong xã hội của Việt Nam suốt nửa đầu năm 2016, mang lại nhiều danh vọng và giải thưởng về cho anh. Sau Tất Cả cũng lọt vào danh sách "những câu nói kinh điển trên mạng xã hội năm 2016" do VnExpress bình chọn cũng như được rất nhiều ca sĩ, người nổi tiếng và fan nước ngoài cover lại. Trên các phương tiện truyền thông lớn, ca khúc này còn được gọi là "ca khúc quốc dân" của Việt Nam. Báo Hoa Học Trò cho rằng thành công của ca khúc làm khán giả "'giật mình' bởi ít có tân binh nào "chân ướt chân ráo" vào showbiz mà lại có màn chào sân ấn tượng và có sức ảnh hưởng bền bỉ như vậy..
Trong nửa đầu năm 2016, Erik đã tham gia ghi âm cho hai ca khúc nhạc phim bao gồm "Yêu & Yêu" là OST của phim Bệnh viện ma và "Tôi là ai trong em" của phim Taxi! Em tên gì ?. Nửa cuối năm 2016, Sau khi tung bản thu và bản vũ đạo của ca khúc Turn It Up thì vào ngày 6 tháng 9, St.319 Entertainment chính thức tung MV ra mắt nhóm nhạc mới mang tên Monstar bao gồm ba thành viên là Erik, Nicky, Key, trong đó Erik chính là giọng chính của nhóm. Tháng 12, với cương vị là Đại sứ du lịch Việt-Hàn do Tổng cục du lịch Hàn Quốc lựa chọn, Monstar đã tham gia chuỗi hoạt động quảng bá du lịch của mình tại Hàn Quốc mà trong đó điểm nhấn là việc cho ra mắt MV quảng bá du lịch Hàn Quốc có tựa đề "Love Rain". Tham gia MV có sự góp mặt của nữ diễn viên Choi Jin Hee từng tham gia vai diễn nữ y tá Park Kwan Hee trong bộ phim Hậu duệ mặt trời. Vào những ngày cuối năm 2016 và đầu năm 2017, Erik tiếp tục cho ra mắt một sản phẩm solo khác của mình là ca khúc "Lạc nhau có phải muôn đời", đây là ca khúc OST cho bộ phim Chờ em đến ngày mai. Ca khúc bao gồm một bản audio và một MV. Ca khúc này cùng những thành công của các ca khúc nhạc phim trước đó đã giúp Erik được chính thức được giới truyền thông và khán giả đặt biệt danh là "Hoàng tử nhạc phim". Tham gia vào MV có sự góp mặt của hai diễn viên chính là người mẫu Quang Đại và Miss Teen 2012 Thu Trang.
Vào tháng 2 năm 2017, Erik quyết định rời khỏi Monstar lẫn St.319 Entertainment trở thành ca sĩ tự do. Trong các hoạt động sau này, nhiều lần Erik và Monstar cùng tham gia một sự kiện, họ vẫn thoải mái nói chuyện và chụp ảnh chung. Ba tháng sau, Erik với tư cách là ca sĩ tự do đã hợp tác cùng một cựu ca sĩ khác của St.319 Entertainment là Min cho ra mắt MV mới có tựa đề Ghen. MV đã nhận được nhiều sự chú ý của khán giả đánh dấu sự trở lại mạnh mẽ của anh, cũng như sự thú vị khi hai nghệ sĩ cùng xuất phát từ St.319 Entertainment. Ca khúc được sản xuất bởi AD Production và do nhạc sĩ Khắc Hưng sáng tác, đây được coi là một sự trùng hợp thú vị khác khi Khắc Hưng chính là người đã phối hợp với St.319 Entertainment để cho ra đời ca khúc Sau Tất Cả làm nên tên tuổi của Erik. Ca khúc này còn lập được những thành tích cao trên các bảng xếp hạng âm nhạc Việt Nam, sau hơn 4 ngày lên sóng, Ghen đã cán mốc 3,5 triệu lượt xem và đứng nhất trên top trending của YouTube tại Việt Nam.

### 2018–nay: Thành công nối tiếp vàThe Heroes - Thần tượng đối thần tượng,Anh trai "say hi"
Sau khi rời khỏi St.319 Entertainment, Erik đầu quân về công ty HI Entertainment. Sản phẩm đầu tiên sau khi đầu quân cho HI Entertainment đó là ca khúc Đừng xin lỗi nữa gây được nhiều sự chú ý từng khán giả, đặc biệt là từ các khán giả của bộ phim Lala: Hãy để em yêu anh. Sau thành công của ca khúc Đừng xin lỗi nữa, HI Entertainment đã tiếp tục hợp tác với một nhạc sĩ Hàn Quốc để cho ra mắt ca khúc Mình chia tay đi để lại nhiều dấu ấn cho chàng ca sĩ này, đặc biệt là các khán giả của bộ phim Cua lại vợ bầu. Sản phẩm thành công nhất của Erik ở HI Entertainment là "siêu hit" Chạm đáy nỗi đau, đã giành được thành công vang dội, nhanh chóng vượt qua cột mốc 100 triệu views trên YouTube. Nối tiếp thành công của Chạm đáy nỗi đau, Erik tiếp tục cho ra hai sản phẩm tiếp theo là Đừng có mơ và Anh ta là sao.Tháng 2 năm 2019, Erik nối tiếp chặng đường thành công khi hợp tác với nhóm nhạc nổi tiếng Hàn Quốc là Momoland.Theo kế hoạch, sản phẩm chung giữa Erik và nhóm Momoland sẽ ra mắt vào tháng 5 năm 2019. Ngày 28 tháng 7 năm 2019, Erik chính thức ra mắt MV mới "Có tất cả nhưng thiếu anh"  và nhanh chóng đạt được top 1 thịnh hành YouTube Việt Nam chỉ sau 1 ngày MV được ra mắt.
Năm 2020, trong bối cảnh đại dịch COVID-19, anh kết hợp cùng Min cho ra mắt bài hát "Ghen Cô Vy" để tuyên truyền phòng chống dịch, bài hát sớm đạt thành công tương đối tại Quốc tế và trở thành video lan truyền nhanh, được nhiều tạp chí âm nhạc trong đó có Billboard khen ngợi.
Tối ngày 6 tháng 5 năm 2020, Erik ra mắt MV mới Em không sai, chúng ta sai. Ca khúc ballad này do nhạc sĩ Nguyễn Phúc Thiện sáng tác, MV do đạo diễn Đinh Hà Uyên Thư thực hiện. Đây cũng là lần đầu tiên Hoa hậu Việt Nam 2018 Trần Tiểu Vy đóng chính trong một MV. Em không sai, chúng ta sai có giai điệu cuốn hút, dễ nghe, thể hiện thế mạnh của giọng hát Erik. Bài hát kể về nỗi hối hận, day dứt của chàng trai khi không thể giữ người yêu bên mình.
Tháng 1 năm 2021, Erik ra mắt MV mới Anh luôn là lý do. Sau đó, anh tham gia chương trình The Heroes - Thần tượng đối thần tượng 2021. Erik đoạt quán quân với 9,88 điểm, nhờ bài thi đậm chất dân tộc mang tên Nam Quốc Sơn Hà. Anh mặc áo dài, trình diễn bài hát mới do nhóm DTAP sáng tác. Máu đỏ da vàng mang âm hưởng world music, pha chút house tạo nên tiết tấu dồn dập, vui tươi. Erik hát, đọc rap, kể chuyện con người Việt Nam vươn lên từ khó khăn, bằng sức mạnh đoàn kết có thể vượt qua mọi thử thách.
Ngày 26/1/2022, Erik ra mắt MV Yêu đương khó quá thì chạy về khóc với anh. Đây là sản phẩm mang đậm nét Á Đông về hình ảnh và giai điệu. Ca khúc đã tạo được sự yêu mến với khán giả và được đông đảo khán giả cover nhảy lẫn hát.
17/02/2022, Erik trở lại với ca khúc Đau nhất là lặng im do Quang Hùng Master D chấp bút. Ca khúc đánh dấu sự trưởng thành về giọng hát của chính anh.
11/07/2022, Erik hát nhạc phim 'Là mây trên bầu trời của ai đó' ngọt lịm.
01/08/2022, Erik kết hợp cùng producer bí ẩn nhất Việt Nam W/n trong ca khúc 3107. Erik và nhà sản xuất W/n nhiều đêm thức trắng để chỉnh từng âm thanh, chọn cẩn thận từng tiếng.
11/11/2022, Erik chính thức công bố công ty ENS Entertainment (công ty con của V-MAS).
15/11/2022, Erik hát nhạc phim “Hạnh phúc máu”.
Năm 2024, Erik tham gia Anh trai "say hi".

## Danh sách đĩa nhạc

#### Đĩa mở rộng
- < 3rik (2023)

### Audio
| Năm  | Ca khúc                             | Sản xuất                  | Sáng tác                                                       | Ngày phát hành       |
| ---- | ----------------------------------- | ------------------------- | -------------------------------------------------------------- | -------------------- |
| 2015 | I Love You (I heart you) (ft. Min)  | Khắc Hưng                 | Khắc Hưng                                                      | 17 tháng 3 năm 2015  |
| 2016 | Mùa đông (Winter)                   | Khắc Hưng                 | Hoàng Thống                                                    | 22 tháng 1 năm 2016  |
| 2017 | Chờ nhau nhé (ft. Suni Hạ Linh)     | WeChoice                  | Đông Âu, Grey D                                                | 12 tháng 1 năm 2017  |
| 2017 | Mẹ yêu (ft. Nguyễn Trần Trung Quân) | Khắc Hưng                 | Phương Uyên                                                    | 8 tháng 3 năm 2017   |
| 2017 | Từ bỏ (Cover)                       | AD Production             | Khắc Hưng                                                      | 25 tháng 4 năm 2017  |
| 2017 | Happy Ending                        | Nguyễn Duy Anh            | Nguyễn Hồng Thuận                                              | 27 tháng 6 năm 2017  |
| 2017 | Đi rồi sẽ đến                       | Tiên Cookie               | Tiên Cookie                                                    | 15 tháng 8 năm 2017  |
| 2017 | Yêu chưa bao giờ là sai             | NEMO                      | Nguyễn Hồng Thuận                                              | 29 tháng 11 năm 2017 |
| 2018 | Đừng xin lỗi nữa                    | Sungkyoon Kim             | Sungkyoon Kim, Toypiano, Tăng Nhật Tuệ                         | 18 tháng 1 năm 2018  |
| 2018 | Chạm đáy nỗi đau                    | Mr. Siro                  | Mr. Siro                                                       | 27 tháng 4 năm 2018  |
| 2018 | Mình chia tay đi                    | Shin Hyun Woo, Krazy Park | Shin Hyun Woo, Krazy Park, Trang Pháp                          | 5 tháng 9 năm 2018   |
| 2018 | Đừng có mơ                          | Masew                     | Krazy Park, Peter Pan, Bảo Kun                                 | 14 tháng 12 năm 2018 |
| 2019 | Anh ta là sao (ft.OSAD)             | Nguyễn Bảo                | Hùng Quân, OSAD                                                | 24 tháng 4 năm 2019  |
| 2019 | Có tất cả nhưng thiếu anh           | Nguyễn Nam Minh Thụy      | Vương Anh Tú                                                   | 28 tháng 7 năm 2019  |
| 2020 | Em không sai, chúng ta sai          | Nguyễn Phúc Thiện         | Nguyễn Phúc Thiện                                              | 6 tháng 5 năm 2020   |
| 2020 | Ăn sáng nha                         | Khắc Hưng                 | Khắc Hưng                                                      | 3 tháng 6 năm 2020   |
| 2021 | Dịu dàng em đến                     | DTAP                      | RedT, Kata Trần                                                | 30 tháng 8 năm 2021  |
| 2021 | Nam quốc Sơn hà                     | DTAP                      | Thịnh Kainz, Hành Or, RTee                                     | 25 tháng 10 năm 2021 |
| 2021 | Máu đỏ da vàng                      | DTAP                      | Kata Trần, Thịnh Kainz                                         | 28 tháng 11 năm 2021 |
| 2022 | Chạy về khóc với anh                | Nguyễn Phúc Thiện         | Nguyễn Phúc Thiện                                              | 26 tháng 1 năm 2022  |
| 2022 | Đau nhất là lặng im                 | Đoàn Minh Vũ              | Erik Quang Hùng MasterD Hưng Cacao Nguyễn Phúc Thiện Daa Major | 17 tháng 2 năm 2022  |
| 2022 | Thientai                            | DTAP                      | Thịnh Kainz, Kaler Khang, N.                                   | 20 tháng 11 năm 2022 |
| 2023 | Người Lạ Trong Danh Bạ X Phúc Du    | TDK                       | TDK Phúc Du                                                    | 24 tháng 5 năm 2023  |
| 2023 | Xoa Đầu                             | Erik                      | Inus Team                                                      | 20 tháng 7 năm 2023  |
| 2024 | Yêu Bền Bỉ (ft. FREAKY)             | LUNY                      | LUNY Vũ Duy Anh, FREAKY                                        | 15 tháng 3 năm 2024  |

### Nhạc phim (OST)
Ngày phát hành được tính theo ngày phát hành video hoặc audio chính thức đầu tiên.
| Năm  | Ca khúc                          | Sản xuất                  | Sáng tác                                    | Ngày phát hành       | Phim                           |
| ---- | -------------------------------- | ------------------------- | ------------------------------------------- | -------------------- | ------------------------------ |
| 2016 | "Tôi là ai trong em (Đồi thông)" | Khắc Hưng                 | Việt Anh                                    | 26 tháng 2 năm 2016  | Taxi, tên em là gì?            |
| 2016 | "Yêu & yêu"                      | Khắc Hưng                 | Dương Khắc Linh, Hoàng Huy Long, Trấn Thành | 11 tháng 4 năm 2016  | Bệnh viện ma                   |
| 2016 | "Lạc nhau có phải muôn đời"      | Khắc Hưng                 | Triết Phạm                                  | 30 tháng 12 năm 2016 | Chờ em đến ngày mai            |
| 2019 | ''Mình chia tay đi''             | Shin Huyn Woo, Krazy Park | Shin Huyn Woo, Krazy Park, Trang Pháp       | 15 tháng 2 năm 2019  | Cua lại vợ bầu                 |
| 2020 | ''Anh đi đi ' (ft Hương Giang)   | ViruSs                    | ViruSs                                      | 20 tháng 2 năm 2020  | Sắc đẹp dối trá                |
| 2022 | Là mây trên bầu trời của ai đó   | Tuyen Key                 | Trịnh Tú Trung                              | 10 tháng 7 năm 2022  | Là mây trên bầu trời của ai đó |
| 2022 | Hạnh phúc máu                    | Minh Simon                | Hoàng Thy                                   | 15 tháng 11 năm 2022 | Hạnh phúc máu                  |
| 2025 | Dù cho tận thế (vẫn yêu em)      | Nguyễn Phúc Thiện         | Nguyễn Phúc Thiện & Trấn Thành)             | 6 tháng 2 năm 2025   | Bộ tứ báo thủ                  |

## Giải thưởng và đề cử
| Giải thưởng và đề cử          | Giải thưởng và đề cử | Giải thưởng và đề cử |
| ----------------------------- | -------------------- | -------------------- |
| Giải thưởng                   | Thắng                | Đề cử                |
| Tổng                          |                      |                      |
| Asia Model Festival           | 1                    | 1                    |
| Giải thưởng Âm nhạc Cống hiến | 0                    | 6                    |
| Làn Sóng Xanh                 | 7                    | 20                   |
| Giải Mai Vàng                 | 0                    | 3                    |
| Ấn tượng VTV                  | 0                    | 2                    |
| Keeng Young Awards            | 2                    | 7                    |
| WeChoice Awards               | 0                    | 10                   |
| Zing Music Awards             | 6                    | 24                   |
| ELLE Style Awards             | 0                    | 1                    |
| Vpop 20 Awards                | 2                    | 2                    |
| Vlive Awards                  | 0                    | 1                    |
| V-live Year End Party         | 1                    | 1                    |

|- style="background: #99FF99; color: black; vertical-align: middle; text-align: center; " class="yes table-yes2"|17 class="yes table-yes2"
|Thắng
|19
|- style="background: #FDD; color: black; vertical-align: middle; text-align: center; " class="no table-no2"|38 class="no table-no2"
|Đề cử
|78
|}

### Quốc tế
| Năm  | Giải thưởng         | Hạng mục                    | Đề cử | Kết quả   |
| ---- | ------------------- | --------------------------- | ----- | --------- |
| 2020 | Asia Model Festival | Ngôi sao Châu Á Untact 2020 |       | Đoạt giải |

### Việt Nam
| Năm  | Giải thưởng                   | Hạng mục                                           | Đề cử | Kết quả   |
| ---- | ----------------------------- | -------------------------------------------------- | --- | --------- |
| 2016 | Làn Sóng Xanh                 | Đĩa đơn của năm                                    | "Sau tất cả" | Đề cử     |
| 2016 | Làn Sóng Xanh                 | Nam ca sĩ triển vọng                               | Erik | Đề cử     |
| 2016 | Làn Sóng Xanh                 | Bài hát hiện tượng của năm                         | "Sau tất cả" | Đoạt giải |
| 2016 | Yan Vpop 20 Music Awards      | Ca khúc của năm                                    | "Sau tất cả" | Đoạt giải |
| 2016 | Yan Vpop 20 Music Awards      | Top 20 bài hát của năm                             | "Sau tất cả" | Đoạt giải |
| 2016 | Zing Music Awards             | Ca khúc của năm                                    | "Sau tất cả" | Đoạt giải |
| 2016 | Zing Music Awards             | Music Video của năm                                | "Sau tất cả" | Đề cử     |
| 2016 | Zing Music Awards             | Ca khúc được cộng đồng mạng chia sẻ nhiều nhất     | "Sau tất cả" | Đoạt giải |
| 2016 | Zing Music Awards             | Music Video đứng đầu nhiều tuần nhất bảng xếp hạng | "Sau tất cả" | Đề cử     |
| 2016 | Zing Music Awards             | Ca khúc đứng đầu nhiều tuần nhất bảng xếp hạng     | "Sau tất cả" | Đề cử     |
| 2016 | Zing Music Awards             | Ca khúc Pop/ Rock được yêu thích                   | "Sau tất cả" | Đề cử     |
| 2016 | Wechoice Awards               | Cụm từ/ Câu nói viral của năm                      | "Sau tất cả" | Đề cử     |
| 2016 | Wechoice Awards               | Ca sĩ mới nổi bật                                  | | Đề cử     |
| 2017 | Làn Sóng Xanh                 | Top 10 bài hát được yêu thích                      | "Ghen" | Đoạt giải |
| 2017 | Làn Sóng Xanh                 | Ca sĩ triển vọng                                   | | Đoạt giải |
| 2017 | Làn Sóng Xanh                 | Single của năm                                     | Ghen | Đề cử     |
| 2017 | Làn Sóng Xanh                 | Hòa âm phối khí                                    | Ghen | Đề cử     |
| 2017 | Giải thưởng Âm nhạc Cống hiến | Nghệ sĩ mới của năm                                | Erik | Đề cử     |
| 2017 | Giải thưởng Âm nhạc Cống hiến | Bài hát của năm                                    | "Sau tất cả" | Đề cử     |
| 2017 | Zing Music Awards             | MV của năm                                         | "Ghen" | Đoạt giải |
| 2017 | Zing Music Awards             | Ca khúc Dance/Electronic được yêu thích            | "Ghen" | Đề cử     |
| 2017 | Zing Music Awards             | Ca khúc R&B/Soul được yêu thích                    | "Chưa bao giờ mẹ kể"                                                                                             | Đề cử     |
| 2017 | Zing Music Awards             | Ca khúc Nhạc phim được yêu thích                   | "Lạc nhau có phải muôn đời"                                                                                      | Đề cử     |
| 2017 | Zing Music Awards             | Song ca/Nhóm ca được yêu thích                     | Erik và Min | Đoạt giải |
| 2017 | Keeng Young Awards            | Ca khúc của năm                                    | Ghen | Đề cử     |
| 2017 | Keeng Young Awards            | Nam nghệ sĩ được yêu thích nhất                    | Ghen | Đề cử     |
| 2017 | Keeng Young Awards            | Ca khúc phối hợp                                   | Ghen | Đề cử     |
| 2017 | Keeng Young Awards            | Ca khúc nhạc Dance                                 | Ghen | Đề cử     |
| 2017 | Keeng Young Awards            | Ca khúc nhạc Pop                                   | "Chờ nhau nhé"                                                                                                   | Đoạt giải |
| 2017 | Wechoice Awards               | Music Video được yêu thích nhất                    | "Ghen" | Đề cử     |
| 2018 | Làn Sóng Xanh                 | Nam ca sĩ của năm                                  | Erik | Đề cử     |
| 2018 | Làn Sóng Xanh                 | Ca khúc của năm                                    | "Chạm đáy nỗi đau"                                                                                               | Đề cử     |
| 2018 | Làn Sóng Xanh                 | Ca khúc nhạc phim được yêu thích nhất              | Đừng xin lỗi nữa                                                                                                 | Đề cử     |
| 2018 | Làn Sóng Xanh                 | Top 10 ca khúc được yêu thích                      | "Chạm đáy nỗi đau"                                                                                               | Đoạt giải |
| 2018 | Làn Sóng Xanh                 | Top 10 ca sĩ được yêu thích                        | Erik | Đoạt giải |
| 2018 | Giải thưởng Âm nhạc Cống hiến | Nghệ sĩ mới của năm                                | Erik | Đề cử     |
| 2018 | Giải thưởng Âm nhạc Cống hiến | Video âm nhạc của năm                              | "Ghen" | Đề cử     |
| 2018 | Giải Mai Vàng                 | Video ca nhạc                                      | "Mặt trời vẫn tới mỗi người"                                                                                     | Đề cử     |
| 2018 | Giải Mai Vàng                 | Ca khúc                                            | "Mặt trời vẫn tới mỗi người"                                                                                     | Đề cử     |
| 2018 | Wechoice Awards               | Ca sĩ có hoạt động đột phá                         | Erik | Đề cử     |
| 2018 | Wechoice Awards               | Music Video được yêu thích                         | "Chạm đáy nỗi đau"                                                                                               | Đề cử     |
| 2018 | Zing Music Awards             | Nghệ sĩ của năm                                    | Erik | Đề cử     |
| 2018 | Zing Music Awards             | Ca khúc của năm                                    | "Chạm đáy nỗi đau"                                                                                               | Đề cử     |
| 2018 | Zing Music Awards             | MV của năm                                         | style="background: #FDD; color: black; vertical-align: middle; text-align: center; " class="no table-no2"\|Đề cử |           |
| 2018 | Zing Music Awards             | Nam ca sĩ được yêu thích nhất                      | Erik | Đề cử     |
| 2018 | Zing Music Awards             | Sự kết hợp được yêu thích                          | Erik, Min | Đề cử     |
| 2018 | Zing Music Awards             | Ca khúc Pop/ Ballad được yêu thích                 | "Chạm đáy nỗi đau"                                                                                               | Đề cử     |
| 2018 | Zing Music Awards             | Ca khúc nhạc phim được yêu thích                   | "Đừng xin lỗi nữa"                                                                                               | Đề cử     |
| 2018 | Keeng Young Awards            | Nam ca sĩ được yêu thích nhất                      | Erik | Đề cử     |
| 2018 | Keeng Young Awards            | Top 3 bài hát nhạc chờ được yêu thích              | Erik | Đoạt giải |
| 2018 | Elle Style Awards             | Nam ca sĩ phong cách của năm                       | Erik | Đề cử     |
| 2018 | V-live Year End Party         | Best Interactive Star                              | Erik | Đoạt giải |
| 2019 | Giải thưởng Âm nhạc Cống hiến | Video âm nhạc của năm                              | "Chạm đáy nỗi đau"                                                                                               | Đề cử     |
| 2019 | Zing Music Awards             | Nghệ sĩ của năm                                    | Erik | Đoạt giải |
| 2019 | Zing Music Awards             | Nam ca sĩ được yêu thích nhất                      | Erik | Đề cử     |
| 2019 | Zing Music Awards             | Ca khúc R&B/ Soul được yêu thích                   | Anh ta là sao | Đề cử     |
| 2020 | Giải thưởng Âm nhạc Cống hiến | Video âm nhạc của năm                              | "Em không sai chúng ta sai"                                                                                      | Đề cử     |
| 2020 | Làn Sóng Xanh                 | Nam ca sĩ của năm                                  | Erik | Đề cử     |
| 2020 | Làn Sóng Xanh                 | Ca khúc của năm                                    | "Em không sai chúng ta sai"                                                                                      | Đề cử     |
| 2020 | Làn Sóng Xanh                 | Bài hát hiện tượng                                 | "Em không sai chúng ta sai"                                                                                      | Đề cử     |
| 2020 | Làn Sóng Xanh                 | Ca khúc được yêu thích trên radio                  | "Em không sai chúng ta sai"                                                                                      | Đoạt giải |
| 2020 | Làn Sóng Xanh                 | Top 10 ca khúc được yêu thích                      | "Em không sai chúng ta sai"                                                                                      | Đoạt giải |
| 2020 | Giải Mai Vàng                 | Nam ca sĩ nhạc nhẹ                                 | Erik | Đề cử     |
| 2020 | VTV Awards                    | Nghệ sĩ ấn tượng                                   | Erik | Đề cử     |
| 2020 | Zing Music Awards             | Nghệ sĩ của năm                                    | Erik | Đoạt giải |
| 2020 | Zing Music Awards             | Nam ca sĩ được yêu thích                           | Erik | Đề cử     |
| 2020 | Zing Music Awards             | Ca khúc Pop/Ballad được yêu thích                  | "Em không sai chúng ta sai"                                                                                      | Đề cử     |
| 2020 | WeChoice Awards               | Nhân vật truyền cảm hứng                           | Ekip Ghen Cô Vy                                                                                                  | Đề cử     |
| 2020 | WeChoice Awards               | Ca sĩ có hoạt động đột phá                         | Erik | Đề cử     |
| 2020 | WeChoice Awards               | Music Video của năm                                | Em không sai chúng ta sai                                                                                        | Đề cử     |
| 2020 | WeChoice Awards               | Music Video của năm                                | Ghen Cô Vy | Đề cử     |
| 2020 | WeChoice Awards               | Trào lưu mạng xã hội của năm                       | Ghen Cô Vy | Đề cử     |
| 2020 | VLive Awards                  | Best Vpop Comeback                                 | Erik | Đề cử     |
| 2021 | Best Of 360 Độ                | MV 360 Độ Wow                                      | Em Không Sai Chúng Ta Sai                                                                                        | Đoạt giải |
| 2021 | VTV Awards                    | Nghệ sĩ ấn tượng                                   | Erik | Đề cử     |
| 2021 | Làn Sóng Xanh                 | Nam ca sĩ của năm                                  | Erik | Đề cử     |
| 2021 | Làn Sóng Xanh                 | Hòa âm phối khí                                    | Nam quốc sơn hà                                                                                                  | Đề cử     |
| 2021 | Làn Sóng Xanh                 | Sự kết hợp xuất sắc                                | Erik và Phương Mỹ Chi, DTAP, RTEE, Hành Or, Ninja Z (Nam quốc sơn hà)                                            | Đề cử     |
| 2022 | Làn Sóng Xanh                 | Top 10 ca khúc được yêu thích nhất                 | Yêu đương khó quá thì chạy về khóc với anh                                                                       | Đoạt giải |